# Ashland (Mississippi)
Pour les articles homonymes, voir Ashland.
La ville d'Ashland est le siège du comté de Benton, situé dans l'État du Mississippi, aux États-Unis. Sa population s'élevait à 551 habitants lors du recensement de 2020.